# Houz

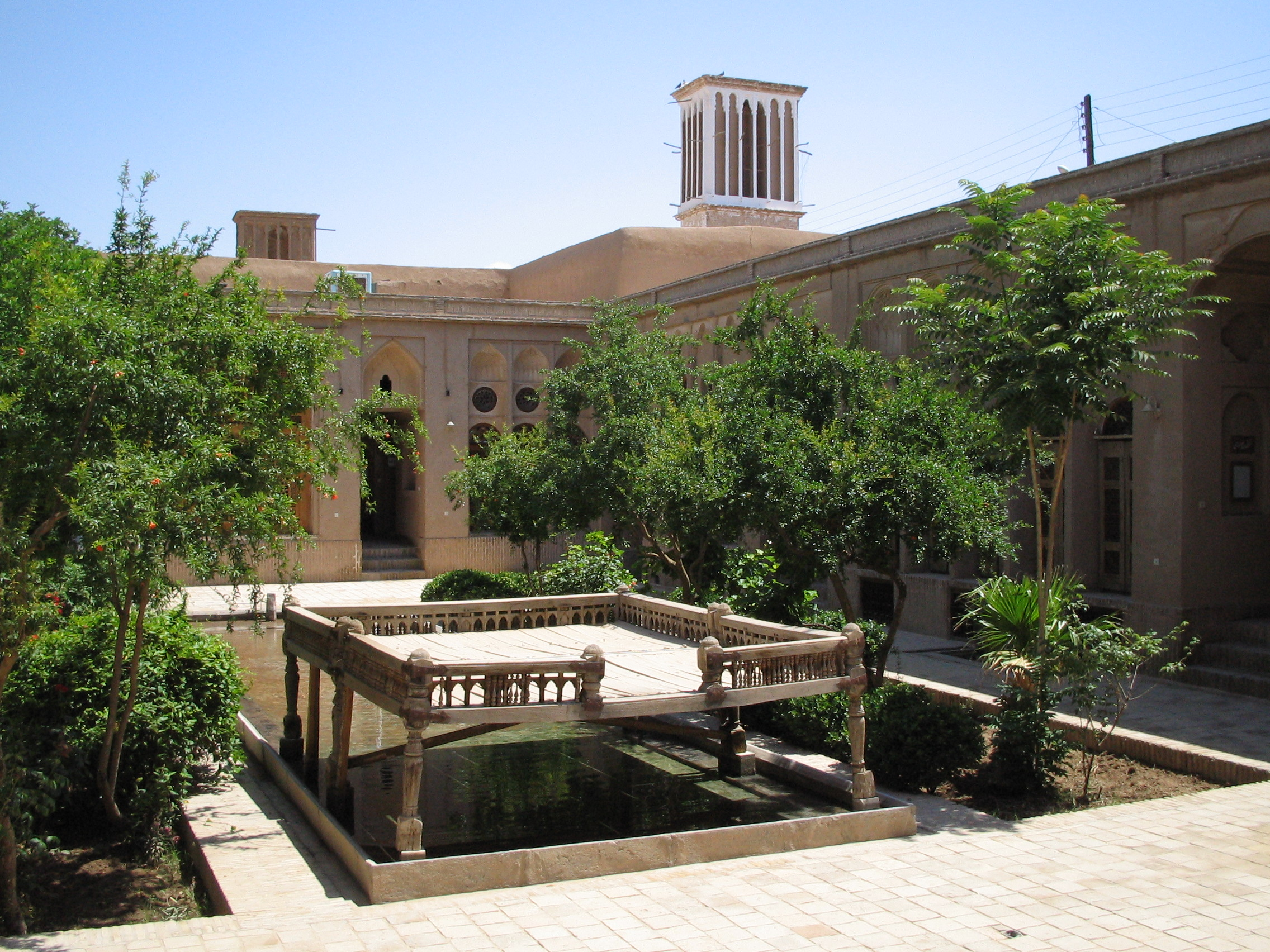
Bürgerhaus mit einem Houz in Yazd

Houz, Howz oder Hovuz (persisch حوض, DMG ḥouż, hoʊz; usbekisch hovuz) bezeichnet in der traditionellen persischen Architektur ein zentral gelegenes Wasserbecken in einem Garten. 
Im Innenhof (Sahn) einer Moschee dient ein Houz den Ablutionen (rituelle Waschungen, siehe Wuḍūʾ). Im Hof (traditioneller) privater Häuser erfüllt er meist rein ästhetische Funktionen und dient der Luftkühlung. Der Houz bildet ein essentielles Element des persischen Gartens.
Im usbekischen Buchara wurden mehrere Hovuz an zentralen Plätzen in der historischen Altstadt öffentlich zugänglich angelegt. Sie werden von einem antiken steinernen Kanal Schahrud gespeist. Die Hovuz Bucharas sind Teil des UNESCO-Welterbes.